# Y Волопаса
Y Волопаса (лат. Y Boötis), HD 125920 — одиночная звезда в созвездии Волопаса на расстоянии приблизительно 427 световых лет (около 131 парсека) от Солнца. Видимая звёздная величина звезды — +7,94m.

## Характеристики
Y Волопаса — оранжевый гигант спектрального класса K0III, или K0. Масса — около 1,767 солнечной, радиус — около 5,542 солнечных, светимость — около 12,531 солнечных. Эффективная температура — около 4870 K. Ранее считалась переменной звездой, но дальнейшие наблюдения переменности не подтвердили.

## Планетная система
В 2019 году учёными, анализирующими данные проектов HIPPARCOS и Gaia, у звезды обнаружена планета.